# Kipini (cráter)
El cráter Kipini es un cráter en el cuadrángulo Oxia Palus de Marte, que se encuentra en 26.1 ° latitud norte y longitud 31.6º Oeste. El cráter tiene un diámetro de 67,26 kilómetros y se nombra en referencia a la ciudad de Kipini en Kenia.